# Brasilianische Entwicklungsbank
Die Brasilianische Entwicklungsbank (portugiesisch: Banco Nacional de Desenvolvimento Econômico e Social, Kurzform BNDES) mit Sitz in Rio de Janeiro ist eine der größten Entwicklungsbanken der Welt und das wichtigste Instrument der brasilianischen Regierung zur langfristigen Finanzierung von Investitionen in der brasilianischen Wirtschaft. Sie wurde am 20. Juni 1952 von Präsident Getúlio Vargas gegründet. Seither spielt die BNDES eine grundlegende Rolle bei der Stimulierung der Expansion von Industrie und Infrastruktur im größten südamerikanischen Land. Die BNDES hat Niederlassungen in Brasília, Recife und São Paulo, daneben Vertretungen in London und Montevideo. Ihr Slogan lautet O banco nacional do desenvolvimento.

## Hintergrund
Die BNDES als Institution ist an das brasilianische Ministerium für Entwicklung, Industrie und Außenhandel geknüpft und hat die Unterstützung von Projekten zur Aufgabe, welche zur Weiterentwicklung des Landes Brasilien beitragen. Seit der Gründung hat die BNDES große Unternehmungen in Industrie und Infrastruktur finanziert. Sie hält eine markante Position bei der Unterstützung mit Agrarinvestitionen, in Handel und im Dienstleistungsbereich, sowie für Kleinstunternehmen, als auch für Kleinen und mittleren Unternehmen. Auch bei Investitionen in sozialen Bereichen gerichtet auf Ausbildung, Gesundheit, in landwirtschaftlichen Familienbetrieben, gesundheitlicher Grundversorgung, Umweltschutz und öffentlichem Personennahverkehr spielt sie eine Rolle.

## Aufgaben der Bank

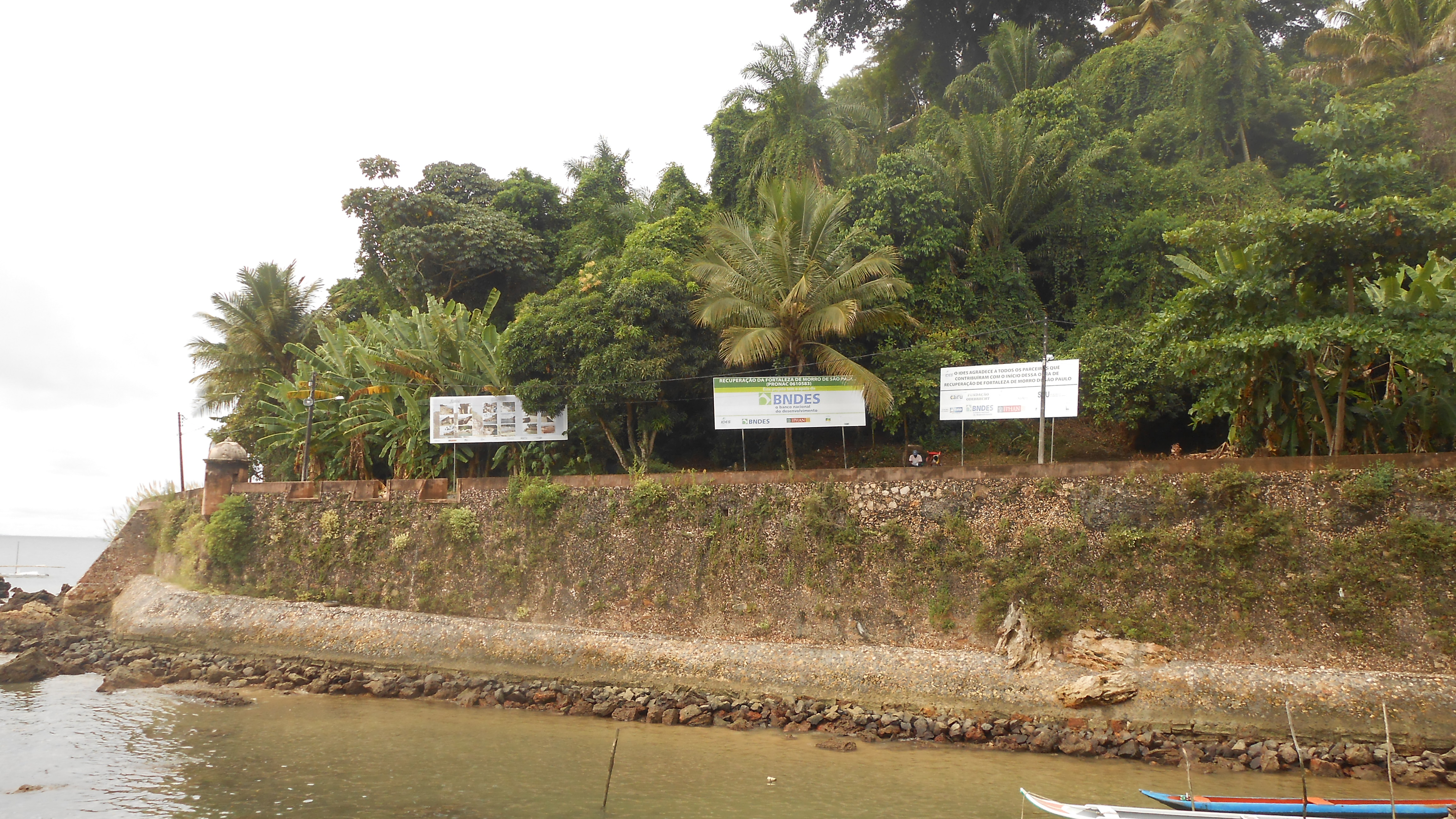
Tafel der brasilianischen Entwicklungsbank BNDES an der Festungsmauer, Morro de São Paulo.

Die Bank bietet mehrere finanzielle Unterstützungsmechanismen für brasilianische Unternehmen sowie öffentlichen Verwaltungseinrichtungen, Investitionen in allen Wirtschaftsbereichen zu realisieren. Die BNDES begleitet von der Analysephase bis zur Überwachung und stellt drei Faktoren, die sie für strategisch erachtet, in den Vordergrund: Innovation, lokale Entwicklung und sozial-ökologischen Entwicklung.
Die Bank ist keine Bank im eigentlichen Sinne. Sie nimmt beispielsweise keine Einlagen entgegen und ist Eigentum der Bundesregierung Brasiliens, private Aktionäre gibt es nicht. Sie verfügt über etwas Eigenkapital, ansonsten finanziert sie sich vor allem über Sozialabgaben. Da die BNDES also alle ihre Aktivitäten aus eigenen Mitteln oder öffentlich verwalteten Töpfen zahlt, ist sie Finanzmarkt-Turbulenzen nicht ausgesetzt, selbst dann nicht, wenn ihre Verschuldungsquote steigt.
Mögliche Unterstützungen sollen Nachhaltigkeit der Finanzierungsmaßnahmen und Konkurrenzfähigkeit der Kosten, von der Entwicklung der Investitionsprojekte, bis zur Anschaffung von Maschinen und neuer Ausrüstung, welche im Land produziert werden, gleichermaßen berücksichtigen. Sie sollen aber auch generell zur Steigerung der brasilianischen Exportwirtschaft führen. Das Unternehmen leistete außerdem seinen Beitrag zur strukturellen Stärkung privatwirtschaftlicher Unternehmen auf Ebene des Kapitals und der Entwicklung der Kapitalmärkte.

### Subventionsprogramme
- FINAME (Agência Especial de Financiamento Industrial), ein spezielles Kreditprogramm mit dem Ziel die Anschaffung von Maschinen und Ausrüstung zu finanzieren
- BNDESPAR (Banco Nacional de Desenvolvimento Econômico e Social Participações S.A.), Holdinggesellschaft zur Verwaltung der Werte bürgender Partnerunternehmen auf Brasiliens Kapitalmärkten